# Nahum Pat
Nahum Pat (siglo XVI) fue el nombre de un dirigente maya, halach uinic o jefe del territorio insular de Cozumel, isla que actualmente es parte del estado de Quintana Roo, México, y quien, en 1527, recibió de manera amistosa a la expedición española encabezada por Francisco de Montejo (el Adelantado), durante la primera campaña capitaneada por éste con vistas a la conquista de Yucatán.

## Datos históricos
El encuentro de Nahum Pat con las huestes de Francisco de Montejo se dio cuando aquel cruzaba a tierra firme junto con otros 400 indígenas mayas con el propósito de asistir a la boda de su hermana. Nahum Pat estaba familiarizado con la presencia de los europeos, porque estos habían pasado anteriormente por la isla de Cozumel. Ello facilitó de algún modo su sometimiento pacífico cuando le pidieron, en este nuevo episodio, que les ayudara a explorar el territorio continental con la intención de encontrar algún lugar seguro que además no estuviera lejos de Cuba.
Pat negoció que un grupo de indígenas mayas, nativos de una población llamada Mochí, cercana a Xelhá, recibieran en paz a Montejo y al grupo de españoles, ofreciéndoles habitación y comida por un tiempo. Fue en ese tiempo cuando el Adelantado fundó en un lugar cercano, la primera villa llamada Salamanca en la península de Yucatán.
La estancia en paz y en ese lugar habría de durar poco ya que no tardaron en iniciarse las hostilidades con otros grupos mayas que se percataron de la intención de los conquistadores y que adoptaron una actitud combativa. Por otro lado, el clima poco saludable para los recién llegados, orientó también a que buscaran alternativa para el lugar que habían seleccionado en primer término. Todo ello hizo que el grupo de españoles se movieran, primero hacia el norte estableciendo en Xamanhá otra base y después hacia el sur en dirección a la bahía de Chactemal en donde más tarde estableció Montejo otra nueva Salamanca.
En este último peregrinar hacia el sur de la costa oriental de la península de Yucatán, Montejo hubo de separarse de una parte importante de sus hombres que quedaron al mando de Alonso de Ávila quien capitaneaba una de las embarcaciones en que se trasladaban. El mal tiempo hizo que perdieran contacto por varios días. El Adelantado creyó que la fatalidad le había arrebatado a sus soldados, pero días después, Nahum Pat le informó del paradero de De Ávila y el resto de españoles, quienes ya habían vuelto a Xamanhá en donde se reencontraron. Esto sucedió poco antes de que Montejo viajara hacia la Nueva España en busca de refuerzos y recursos para iniciar en forma la campaña de conquista de la región. Se quedó Alonso de Ávila en calidad de lugarteniente al frente de los españoles en la Salamanca-Xamanhá esperando el retorno del Adelantado.